# Selenops denia
Espèce
Selenops denia est une espèce d'araignées aranéomorphes de la famille des Selenopidae.

## Distribution
Cette espèce est endémique de République dominicaine. Elle se rencontre dans les provinces de Santiago, de La Vega, de Barahona et de Pedernales.

## Description
Le mâle holotype mesure 9,50 mm.

## Étymologie
Cette espèce est nommée en l'honneur de Denia Veloz.

## Publication originale
- Crews, 2011 : A revision of the spider genus Selenops Latreille, 1819 (Arachnida, Araneae, Selenopidae) in North America, Central America and the Caribbean. ZooKeys, no 105, p. 1-182 (texte intégral).